# Glimmingen
Glimmingen är en sjö i Kinda kommun i Östergötland och ingår i Motala ströms huvudavrinningsområde. Sjön är 31,5 meter djup, har en yta på 1,62 kvadratkilometer och är belägen 145,1 meter över havet. Sjön avvattnas av vattendraget Lillån. Vid provfiske har bland annat abborre, gers, mört och nors fångats i sjön.

## Delavrinningsområde
Glimmingen ingår i det delavrinningsområde (642402-148598) som SMHI kallar för Utloppet av Glimmingen. Medelhöjden är 185 meter över havet och ytan är 12,16 kvadratkilometer. Räknas de 2 avrinningsområdena uppströms in blir den ackumulerade arean 27,67 kvadratkilometer. Lillån som avvattnar avrinningsområdet har biflödesordning 4, vilket innebär att vattnet flödar genom totalt 4 vattendrag innan det når havet efter 159 kilometer. Avrinningsområdet består mestadels av skog (79 procent). Avrinningsområdet har 1,62 kvadratkilometer vattenytor vilket ger det en sjöprocent på 13,3 procent.

## Fisk
Vid provfiske har följande fisk fångats i sjön:
- Abborre
- Gärs
- Mört
- Nors
- Siklöja